# Oemona plicicollis
Oemona plicicollis är en skalbaggsart som beskrevs av Sharp 1886. Oemona plicicollis ingår i släktet Oemona och familjen långhorningar. Inga underarter finns listade i Catalogue of Life.